# Fuji rojo
Fuji rojo —también conocida según su nombre original Viento del sur, cielo claro (凱風快晴 Gaifū kaisei?)— es una estampa japonesa del pintor especialista en ukiyo-e, Katsushika Hokusai, que forma parte de la serie Treinta y seis vistas del monte Fuji. Fue publicada entre 1829 y 1833, durante el Período Edo, y actualmente es propiedad de varios museos, incluyendo el Museo Británico en Londres, el Museo Metropolitano de Arte de Nueva York, y el Indianapolis Museum of Art.
La obra, basada en el Monte Fuji, es considerada una de las mejores estampas Ukiyo-e de Hokusai.

## Descripción
A principios de otoño el viento procede del sur y el cielo está despejado, por lo que el sol naciente puede volver rojo al Monte Fuji. Hokusai capta este momento con abstracción compositiva pero especificidad meteorológica, especialmente en comparación con el resto de la serie de la que forma parte esta obra. Los tres tonos de azul profundo del cielo reflejan los tres tonos de la montaña. Los restos persistentes de nieve en la cima de la montaña y las sombras oscuras que rodean el bosque en su base lo ubican con mucha precisión en el tiempo.
La obra, que tiene un tamaño de 25,72 cm × 38 cm, está datada por algunos autores en torno a 1826 y 1831, coincidiendo con la época de madurez profesional de Hokusai.

## Impresiones

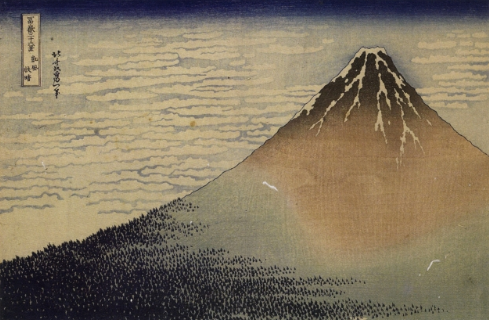
Una de las primeras impresiones, a veces conocida como Fuji rosa (c 1830).

Las primeras impresiones parecen desvanecidas en comparación con las versiones que se ven normalmente, pero están más cerca de la concepción original de Hokusai. Se conocen como estampados Ruji rosa y son muy raros. Las primeras impresiones tienen un cielo azul deliberadamente irregular, lo que aumenta el brillo del cielo y da movimiento a las nubes. El pico se adelanta con un halo de azul de Prusia. Las impresiones posteriores tienen un tono azul fuerte y uniforme, y la impresora agregó un nuevo bloque, sobreimprimiendo las nubes blancas en el horizonte con azul claro. Las impresiones posteriores también emplean típicamente un fuerte pigmento benigara (rojo de Bengala), que le ha dado a la pintura su nombre común de Fuji rojo. Se volvió a cortar el color del bloque verde, bajando el punto de encuentro entre el bosque y la ladera de la montaña.

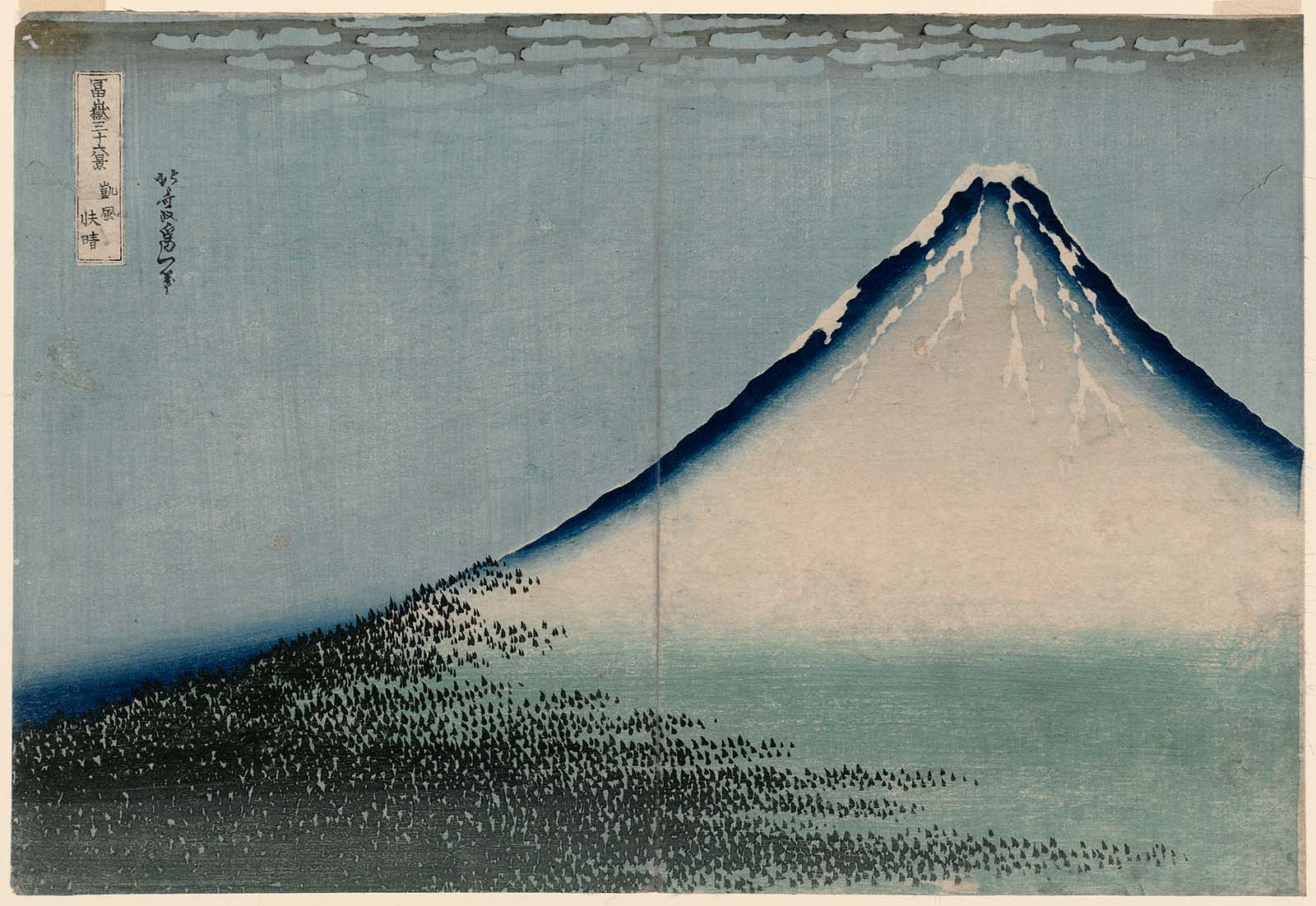
Impresión alternativa (c. 1830)

Se hizo una impresión alternativa de la impresión con un esquema de color completamente diferente. En esta versión, las nubes solo son visibles en la parte superior. El cielo se representa principalmente en un azul pálido plano con una fina franja de gris en la parte superior y una franja graduada de azul de Prusia a lo largo del horizonte que se extiende por la ladera de la montaña.

## Información histórica
Esta pieza, al igual que la otra obra maestra de la serie Treinta y seis vistas del monte Fuji —La gran ola de Kanagawa—, es quizás una de las obras más conocidas del arte japonés. Ambas son excelentes ejemplos del arte Ukiyo-e, que en japonés significa «pinturas del mundo flotante». Aunque el Ukiyo-e puede representar cualquier cosa de la vida urbana contemporánea a la literatura clásica, los cuadernos de Hokusai muestran que sus propios intereses abarcaron una gama también bastante amplia, y de hecho fue con paisajes como este lo que le valió su fama. Los colores saturados y las formas estilizadas de tales grabados sirvieron de inspiración para los movimientos impresionistas y postimpresionistas en las décadas posteriores. En la actualidad, es considerada una de las piezas más sobresalientes de toda la obra de Katsushika Hokusai.
Las impresiones se pueden encontrar en museos de todo el mundo, incluido el Museo Británico en Londres, el Museo Metropolitano de Arte en Nueva York, y el Museo de Arte de Indianápolis.
En marzo de 2019, Viento del sur, cielo claro se vendió por 507 000 dólares en una subasta en Nueva York.